# 김준석 (가수)
김준석(1996년 1월 10일 ~ )은 대한민국의 가수다.

## 방송
- 청춘스타 (2022) - Top66

## 음반
- 청춘스타 Part3 (2022)
- 청춘스타 Part5 (2022)
- 너의 피드 (Your Feed) (2022)